# Kasatochi Island
Kasatochi Island ist eine unbewohnte Vulkaninsel der Andreanof Islands, die zu den Aleuten
gehören. Das etwa 2,4 km lange Eiland liegt 15 km nordwestlich von Atka Island.
1802 wurde die Insel erstmals von Gawriil Andrejewitsch Sarytschew als Kosatochyey in einer Seekarte verzeichnet.

## Vulkan
Der die Insel beherrschende 288 m hohe Schichtvulkan besitzt einen 750 m hohen weiten Gipfelkrater mit einem Kratersee. Der Großteil des Vulkangebäudes besteht jedoch aus einem submarinen Rücken aus basaltischem und andesitischem Gestein.
Der Kasatochi-Vulkan ist zuletzt 2008 ausgebrochen.

## Explosive Eruption 2008
Ab dem 7. August 2008 erfolgte eine relativ bedeutende explosive Eruption (VEI4). Der Hauptteil der Eruptionssäule stieg bis auf ca. 10.000 m an und die Spitze erreichte ca. 15.000 m Höhe. Anwesende Biologen mussten die Insel in Eile verlassen.
Die letzte beobachtete Aktivität vor diesem Ausbruch hatte 1899 stattgefunden.